# Madame Web (película)
Madame Web es una película estadounidense de superhéroes de 2024 con el personaje de Marvel Comics personaje del mismo nombre. Es la cuarta película del Universo Spider-Man de Sony (SSU). Dirigida por S. J. Clarkson de un guion que escribió con Claire Parker, Matt Sazama y Burk Sharpless, es protagonizada por Dakota Johnson en el papel principal, junto a Sydney Sweeney, Isabela Merced, Celeste O'Connor, Tahar Rahim, Mike Epps, Emma Roberts y Adam Scott. La película retrata la historia de origen de Cassie Webb (Johnson), que se enfrenta a su pasado mientras intenta salvar a tres mujeres jóvenes (Sweeney, Merced, O'Connor) de Ezekiel Sims (Rahim), que quiere matarlas antes de que se conviertan en Spider-Women en el futuro y lo maten.
Sony Pictures comenzó a desarrollar una película de Madame Web para su universo compartido en septiembre de 2019, con Sazama y Sharpless escribiendo el guion. Clarkson se unió como la directora en mayo de 2020, en su debut como directora de largometraje, y Johnson fue elegido a principios de 2022. En los meses siguientes, se llevaron a cabo castings adicionales, particularmente para los personajes de Spider-Women. El rodaje comenzó a mediados de julio de 2022 y concluyó antes de fin de año, y se desarrolló en todo Massachusetts, la Ciudad de Nueva York y México. La participación de Clarkson y Parker como escritores se reveló en noviembre de 2023. Johan Söderqvist, colaborador frecuente de Clarkson, compuso la banda sonora de la película.
Madame Web tuvo su premier en el Regency Village Theatre en Westwood, Los Ángeles el 12 de febrero de 2024 y se estrenó en los Estados Unidos dos días después por Columbia Pictures (a través de Sony Pictures Releasing). La película fue criticada por los críticos y fue un fracaso de taquilla, recaudando $100.4 millones de dólares en todo el mundo frente a un presupuesto de producción de $80–100 millones de dólares.

## Argumento
En 1973, en la selva amazónica en Perú, un equipo de investigación dirigido por una embarazada, Constance Webb (Kerry Bishé) descubre una especie no identificada de araña con propiedades curativas poco comunes. Ezekiel Sims (Tahar Rahim), el hombre que Constance contrató para su protección y seguridad, traiciona al equipo y reclama la araña para sí mismo, disparándole en un forcejeo antes de huir con la araña y dejando a Constance morir. Una tribu indígena intenta salvar a Constance haciendo que una de las arañas la muerda. Sin embargo, ella muere poco después de dar a luz a su hija, Cassandra.
Treinta años después, Cassandra (Dakota Johnson), ahora conocida como "Cassie", trabaja como paramédica en la ciudad de Nueva York junto a sus compañeros de trabajo, el tío Ben Parker (Adam Scott) y O'Neil (Mike Epps). Durante una llamada peligrosa, Cassie cae al agua y tiene una experiencia cercana a la muerte. Ben la revive, pero ella comienza a experimentar visiones. Inicialmente, las descarta como un déjà vu, pero después de no poder evitar la muerte de O'Neil, Cassie se da cuenta de que puede ver el futuro. Ezekiel, que tiene un poder de precognición limitado y habilidades físicas mejoradas, recopila información sobre tres adolescentes: Julia Cornwall (Sydney Sweeney), Anya Corazón (Isabela Merced) y Mattie Franklin (Celeste O'Connor). Sus visiones lo llevan a creer que están destinadas a matarlo. Cassie también se siente atraída por las mismas chicas e interviene para evitar que Ezekiel les tienda una emboscada en la Grand Central Terminal. Ella roba un taxi y saca a las chicas de la ciudad para esconderlas en un bosque cercano.
Cassie regresa a su apartamento y encuentra las notas de su madre, que cuentan la identidad de Ezekiel y la verdadera naturaleza de sus poderes. Ignorando las instrucciones de Cassie, las chicas van a un restaurante donde las encuentra. Después de incapacitar brevemente a Ezekiel embistiéndolo con el auto, Cassie lleva a las chicas de regreso a Queens y se refugian en la casa de Ben. Cassie vuela a Perú y busca a Santiago (José María Yazpik), el jefe tribal que había intentado salvar a su madre. Santiago la somete a un ritual que separa su alma de su cuerpo. Ella experimenta un plano de conciencia superior donde todos los seres vivos están conectados y donde se puede ver cada futuro posible.
Cassie se entera de que su madre no buscó a la araña por fama o dinero, como ella creía originalmente, sino para salvar a Cassie de tener miastenia gravis, que es lo que ella sufría. Santiago le dice que aceptar su responsabilidad puede liberar su verdadero poder. La cuñada embarazada de Ben, Mary Parker (Emma Roberts), se pone de parto antes de lo esperado y él la lleva al hospital, junto con las chicas, que se ven en cámara cuando están en el auto. Ezekiel los intercepta nuevamente, pero Cassie rescata a las chicas en una ambulancia y distrae a Ezekiel para que Ben y Mary puedan escapar.
El grupo atrae a Ezekiel a una fábrica de fuegos artificiales abandonada y coloca trampas para desorientarlo mientras Cassie pide un helicóptero de evacuación médica para volar a su ubicación. Ezekiel destruye el helicóptero y separa a las chicas, luego se burla de Cassie por la muerte de Constance. Cassie usa sus poderes para guiar a las chicas a un lugar seguro, luego atrae a Ezekiel hacia una trampa final, que lo aplasta fatalmente. Un fuego artificial encendido la golpea en la cara, hiriéndola gravemente. Las chicas salvan a Cassie, y la llevan al hospital justo cuando Mary da a luz a su hijo. Cassie se despierta y descubre que ahora está ciega y parapléjica debido a sus heridas. Sin embargo, su clarividencia le permite ver completamente el futuro. Ella les asegura a las jóvenes que será su mentora en sus futuros roles cuando llegue el momento.

## Reparto
- Dakota Johnson como Cassandra Webb:
Una paramédica en Manhattan quien, después de un accidente, desarrolla habilidades psíquicas como una clarividente que le permiten ver eventos futuros dentro del "mundo araña", y es una heroína reacia.[10] Aún no conocida como Madame Web, Cassie es representada como una clarividente inexperta de unos 30 años que está aprendiendo sus nuevos poderes, en contraste con la versión del cómic donde el personaje es visto por primera vez como una clarividente anciana "completamente desarrollada", que es ciega, paralizada y conectada a un sistema de soporte vital. Johnson y el director S. J. Clarkson buscó diferenciar la representación de la película de esta versión y al mismo tiempo adoptar los rasgos de los personajes de los cómics.[9] Johnson sintió que el ingenio, el humor y la agresividad de Cassie se equilibraban con su compasión, particularmente al formar una "especie de familia" con las tres jóvenes después de no llevarse bien durante los eventos de la película,[11] que surgió de Cassie en una "búsqueda interminable e insaciable" para salvar a la gente después de no poder salvar a su madre.[10] Estaba interesada en interpretar a un personaje femenino cuyos superpoderes provienen de su mente, y en la perspectiva de ver el futuro mientras entendía su pasado y presente del personaje, mientras que Clarkson se inspiró en los aspectos psicológicos y cerebrales del personaje, con Cassie cuestionando su cordura, que lucha dentro de sí misma e intenta comprender.[9] Clarkson llamó a Cassie una solitaria y la describió como algo abrasiva, peculiar y "en los límites exteriores de las cosas", lo que comparó con el personaje principal de Jessica Jones de la serie de Marvel Television, Jessica Jones (2015–2019).[12]
- Sydney Sweeney como Julia Cornwall:
Una adolescente rara que vive con su padre y su madrastra tras la partida de su madre. Ezekiel la persigue por ser una futura Spider-Woman y una de las responsables de su muerte. Las visiones futuras de ella muestran que posee poderes similares a los de Spider-Man, así como una red psiónica.[9]
- Isabela Merced como Anya Corazón:
Una adolescente inteligente obligada a vivir sola después de la deportación de su padre. Ezekiel también la persigue por ser una de las tres futuras Spider-Women responsables de su muerte. Las visiones futuras de ella muestran que posee poderes similares a los de Spider-Man, y tiene discos arrojadizos que pueden regresar a ella.[9]
- Celeste O'Connor como Mattie Franklin:
Una adolescente de familia adinerada, pero con padres ausentes. Ella es una de las tres futuras Spider-Women perseguidas por Ezekiel. Las visiones futuras de ella muestran que posee poderes similares a los de Spider-Man y tiene brazos similares a los de «Iron Spider» como parte de su traje.[9]
- Tahar Rahim como Ezekiel Sims:
Un ex explorador que buscó una tribu secreta en la selva amazónica de Perú junto con un equipo de investigación con la madre de Cassie, a quien traiciona.[13] Él obtuvo sus habilidades mejoradas de fuerza y salud a través de una poderosa araña, así como de clarividencia que le permite ver visiones de su futura muerte, lo que lo hace buscar obsesivamente a sus asesinos.[13] Esto lo lleva a cazar a tres mujeres jóvenes que tienen el potencial de convertirse en Spider-Women en el futuro.[13] Clarkson dijo que el personaje no tenía miedo de ser intenso y tenía un "nivel de ambigüedad" con múltiples capas.[11] También viste un traje negro y rojo, de estilo similar al de Spider-Man, y posee poderes similares a los suyos, así como la capacidad de inyectar una neurotoxina a quienes toca.[14]
- Mike Epps como O'Neil: Amigo y compañero de trabajo de Cassie y Ben Parker.[15]
- Emma Roberts como Mary Parker: La cuñada embarazada de Ben.[16][17]
- Adam Scott como Ben Parker: Amigo y compañero paramédico de Cassie.[17]
- Kerry Bishé como Constance Webb: La madre de Cassie y científica cuyo trabajo investigando arañas la llevó al Amazonas en 1973 con la esperanza de curar el trastorno muscular de Cassie.[2]
- Zosia Mamet como Amaria: Una hacker talentosa y asistente de investigación de Ezekiel.[18][2]
- José María Yazpik como Santiago: Un miembro de Las Arañas, una tribu secreta de la selva peruana con habilidades basadas en arañas.[19]

Jill Hennessy también aparece como una agente de la Agencia de Seguridad Nacional seducida y asesinada por Ezekiel, mientras que un bebé no acreditado interpreta al hijo de Mary, Peter Parker, cuyo nacimiento se representa en la película.

## Producción

### Desarrollo
Después de su trabajo en la película basada en Marvel Comics, Morbius (2022), parte del Universo Spider-Man de Sony (SSU), Sony Pictures contrató a Matt Sazama y Burk Sharpless en septiembre de 2019 para escribir un guion centrado en el personaje de Marvel, Madame Web. El vicepresidente ejecutivo de Sony, Palak Patel, estaba supervisando el proyecto. Kerem Sanga había escrito previamente un borrador para la película. En mayo de 2020, S. J. Clarkson fue contratada para desarrollar y dirigir la primera película de Marvel y Sony centrada en una mujer, que se informó que sería Madame Web. El estudio buscaba incorporar una actriz destacada como Charlize Theron o Amy Adams al proyecto, antes de contratar a un nuevo escritor para desarrollar aún más la película pensando en ella. Después de reunirse con varias actrices de lista-A para el papel principal, Sony redujo su lista durante diciembre de 2021 y enero de 2022. Dakota Johnson se convirtió en la principal candidata a fines de 2021, y estaba en conversaciones para protagonizar a Madame Web para principios de febrero. Se confirmó que Clarkson estaba dirigiendo Madame Web en ese momento.
Sydney Sweeney se unió al elenco en marzo de 2022, junto a Johnson. Justin Kroll de Deadline Hollywood describió el proyecto como "la versión de Sony de Doctor Strange" debido a las habilidades de cómic de Madame Web, aunque señaló que la película podría estar partiendo del material original ya que la versión de cómics de Madame Web es una anciana, llamada Cassandra Webb, conectada a un sistema de soporte vital que parece una telaraña. Debido a esto, Kroll señaló que, según los informes, la película podría "convertirse en otra cosa". Grant Hermanns de Screen Rant señaló la especulación sobre si Johnson estaba interpretando a Cassandra Webb o la versión más joven Julia Carpenter, quien fue el segundo personaje en los cómics conocido como Madame Web. Un mes después, Sony le dio a Madame Web una fecha de estreno para el 7 de julio de 2023 y confirmó que Johnson y Sweeney protagonizarían la película.
El productor Lorenzo di Bonaventura describió la película como un thriller y calificó la clarividencia del personaje principal como un "conjunto de habilidades engañosas" que probablemente no se usaría para una película de acción, y Sweeney cree que este enfoque diferenciaría la película de las expectativas del público de otras películas de superhéroes. Di Bonaventura explicó que Sony decidió no revelar muchos detalles sobre la película antes de su estreno porque el personaje de Madame Web no era muy conocido por el público general.

### Preproducción
El director ejecutivo y presidente de Sony Pictures, Tom Rothman dijo en mayo de 2022 que el rodaje comenzaría "en la primavera", mientras que Celeste O'Connor se unió al elenco. A esto le siguió el castings de Isabela Merced, Tahar Rahim y Emma Roberts a lo largo del mes siguiente. En respuesta a estos castings, Sabina Graves de Gizmodo opinó que muchas de las actrices podrían estar interpretando personajes "más reconocibles" de los cómics de Spider-Man, como versiones de Spider-Women de Jessica Drew y Gwen Stacy, en la película como una "reinvención" del cómic cruzado, Spider-Verse. Sweeney y Johnson se estaban preparando para sus papeles en ese tiempo, cuando el rodaje estaba programado para comenzar a mediados de julio. Sweeney completó una prueba de evaluación atlética y leyó cómics protagonizados por su personaje, Julia Carpenter, mientras Johnson se sometía a entrenamiento. Mike Epps se unió al elenco a principios de julio. Johnson sintió que era importante retratar a Cassie en una forma realista y humana con la que el público pudiera identificarse, en comparación con otras películas de superhéroes.
Durante el proceso de casting, Deadline Hollywood describió Madame Web como una historia del origen del personaje principal. Sony describió más tarde la película como una "historia independiente sobre historia de origen" y un "thriller de suspenso" que se apartaba del típico género cinematográfico de superhéroes, mientras que Di Bonaventura dijo que presentaría una nueva visión del personaje y su origen. Clarkson buscó incorporar un tono áspero, firme y dirigido por mujeres similar a su trabajo en la serie de Marvel Television Jessica Jones (2015– 2019), y dijo que se le dio libertad creativa para hacer la película. Clarkson describió el centro de la historia que gira en torno a la madre de Cassie. La película se desarrolló en 2003 desde los guiones iniciales, y y Clarkson trató de darle una cualidad "atemporal" al incluir música de la década de 1990 hasta "al borde de 2003" y al presentar ropa vintage. Ella optó por evitar una secuencia poscréditos porque sintió que "dijo todo lo que necesitábamos decir".
El guion sufrió cambios sustanciales a lo largo de la producción. Inmediatamente antes de comenzar el rodaje, Sony lo acortó en 20 a 30 páginas, lo que resultó en una trama "desarticulada" con "problemas en los actos dos y tres".

### Rodaje
La fotografía principal comenzó el 11 de julio de 2022, en el Distrito financiero de Boston hasta el 14 de julio, con escenas modelando la ciudad de Nueva York de la década de 2000, incluyendo Chinatown, Manhattan. El rodaje ocurrió usando el título provisional, Claire, con Mauro Fiore como director de fotografía, después de haberlo hecho anteriormente para Spider-Man: No Way Home (2021) de Sony. Poco después de que comenzara el rodaje, Adam Scott se había unido al elenco, y la fecha de estreno de la película se retrasó hasta el 6 de octubre de 2023. A fines de julio, el rodaje tuvo lugar en Allston en Kelton Street. Zosia Mamet fue elegida para un papel en agosto. El rodaje de ese mes ocurrió en Chelsea, Massachusetts, mientras que la construcción de un decorado en Andover, Massachusetts también había comenzó a sustituir al 4-Star Diner, un lugar de cómics, y tuvo lugar en campos de béisbol en West Andover. El equipo a menudo filmaba múltiples versiones de las mismas escenas con resultados ligeramente alterados dependiendo de las visiones de Cassie, y Johnson ocasionalmente consultaba con Clarkson para deducir qué escenas eran reales y cuáles estaban ambientadas en la cabeza de Cassie. Como resultado, filmar escenas futuristas había aumentado significativamente la carga de trabajo de producción. Las escenas de clarividencia requirieron una planificación cuidadosa por parte de Clarkson, y que ella llamó las más desafiantes de su carrera; había preparado varias hojas de llamadas y notas durante el rodaje. A menudo fueron filmados en cámara, en particular para crear el efecto dioptría. Las escenas filmadas con Johnson tuvieron que hacerse ocasionalmente por separado ya que no podía ver lo que ocurría en esa dirección.
El rodaje tuvo lugar en Worcester, Massachusetts para conducción de precisión y tomas exteriores callejeras a mediados de septiembre de 2022 para una duración de tres días, en varios lugares de la calle, usando los títulos provisionales Claire y Peru . Johnson filmó un día de conducción acrobática. En ese momento, el estreno se retrasó aún más hasta el 16 de febrero de 2024. El rodaje también tendrá lugar en otras áreas del South Shore de Massachusetts, incluido un antiguo hangar de la Estación aérea naval South Weymouth. Filmación en Massachusetts, particularmente para la unidad de Boston, tuvo una duración de tres meses hasta septiembre de 2022. Luego, la producción se mudó a la ciudad de Nueva York el 11 de octubre, en Grand Central Terminal, y Sweeney terminó de filmar sus escenas el 18 de octubre después de un rodaje de tres meses y medio. Sweeney trabajó en la película en Boston durante cinco meses. El rodaje se completó antes de fin de año, y se confirmó que terminó a mediados de enero de 2023. El rodaje también tuvo lugar en México.

### Posproducción
El papel de Sweeney se informó en marzo de 2023, como Julia Carpenter, lo que se confirmó en mayo junto con Johnson como como Cassandra Webb. El personaje de Sweeney finalmente se llamó Julia Cornwall. En julio, el estreno de la película se adelantó ligeramente hasta el 14 de febrero de 2024. El primer tráiler, lanzado en noviembre de 2023, reveló que Merced, O'Connor y Rahim interpretaban respectivamente a Anya Corazón, Mattie Franklin / Spider-Woman, y Ezekiel Sims. Los personajes de Julia, Anya, y Mattie se destacaron por aparecer con sus trajes de Spider-Woman de los cómics. En ese momento, los créditos de escritura finales de la película también fueron revelados: Sazama y Sharpless recibieron el crédito por el guion junto con el equipo de redacción de Claire Parker y Clarkson, mientras que el crédito por la historia se atribuyó a Sanga, Sazama y Sharpless, y un crédito literario adicional fuera de la pantalla fue otorgado a Chris Bremner. La premisa lanzada en ese momento comenzó con la línea "Mientras tanto, en otro universo...", que se había utilizado en el tráiler de la película animada de Sony, Spider-Man: Into the Spider-Verse (2018) cuando se adjuntó al final de su película del SSU, Venom (2018); Clarkson dijo más tarde que el personaje de Madame Web existía en un mundo independiente.
Sony había realizado regrabaciones para Madame Web para eliminar las referencias a un escenario originalmente planeado de la película en la década de 1990. Sneider explicó que este período de tiempo original tenía como objetivo permitir la versión de Peter Parker / Spider-Man interpretado por Andrew Garfield en películas de The Amazing Spider-Man (2012–14) existiendo dentro de la continuidad, pero señaló que no estaba prevista la aparición del personaje. Sneider informó además que después de que Sony decidiera planificar que la versión del personaje interpretado por Tom Holland en las películas Spider-Man  (2017–2021) del Universo cinematográfico de Marvel (MCU) dentro de la continuidad de esta película, esta línea de tiempo necesitaba ajustarse para alinearse con la edad de ese personaje, con la película finalmente se desarrolló en 2003. Sneider también informó que existía la posibilidad de que los diferentes personajes de Spider-Women aparecieran disfrazados en una sola escena de la película, y creía que las versiones más jóvenes de los personajes de Spider-Man, Mary y Ben Parker también aparecerían. Antes del estreno de la película, Clarkson confirmó a principios de febrero que esos personajes fueron interpretados respectivamente por Roberts y Scott; Mary Parker está embarazada en la película, que presenta una versión infantil de Peter Parker al final, interpretada por un bebé no acreditado.
Leigh Folsom Boyd editó la película después de haberlo hecho anteriormente en No Way Home. Los efectos visuales fueron proporcionados por Digital Domain, beloFX y One of Us, y Outpost VFX. Sony informó que la película tuvo un presupuesto de producción final de 80 millones de dólares, aunque The Hollywood Reporter y Deadline Hollywood ambos informaron que fuentes indicaron que el costo de la película podría haber estado "en el rango bajo de $100 millones". Deadline agregó que a pesar de los "datos diarios mediocres", los productores de Sony decidieron no solucionar los problemas de la película antes del estreno.

## Música
En noviembre de 2023, Johan Söderqvist fue revelado en noviembre de 2023 como el compositor de la película, después de haber trabajado anteriormente con Clarkson en Anatomy of a Scandal (2022).

## Márketing
El primer tráiler de la película se lanzó el 15 de noviembre de 2023. Mientras comentaba sobre el tráiler, McKinley Franklin de Variety describió Madame Web como un thriller de suspenso. Charles Pulliam-Moore de The Verge consideró que el tráiler no daba una indicación sobre en qué universo se desarrolla la película o por qué el antagonista de la película Ezekiel Sims vestía un traje similar al del personaje, Spider-Man, y le pareció extraño ver otro proyecto de Sony basado en Marvel centrado en la historia de Spider-Man de los cómics sin presentar al personaje de Spider-Man. Zoe Guy, que escribe para Vulture, dijo que el tráiler proporcionó muchos detalles y destacó su uso de «Bury a Friend» por Billie Eilish. Joshua Rivera de Polygon criticó el tráiler por centrarse su duración de tres minutos explica los poderes de Cassandra Webb y aparece como un "thriller común y corriente de la década de 2000" en lugar de mostrar los personajes "tremendamente interesantes y verdaderamente extraños" relacionados con Spider-Man. Por el contrario, Graham Day en The Escapist estaba entusiasmado con la película por el tráiler y destacó el estilo poco convencional y excéntrico de Sony, que según él había resultado en que los comentaristas hicieran varios memes en torno a la película. Day comparó esos momentos con escenas y respuestas similares a Venom (2018) de Sony y las películas de Spider-Man (2002–2007) de Sam Raimi, sentiendo que el trabajo de acrobacias en el tráiler fue fascinante y similar al de The Amazing Spider-Man (2012) y The Amazing Spider-Man 2 (2014), que creyó subestimado.
Poco después de que se lanzara el tráiler, el guionista de cómics de Spider-Man, J. Michael Straczynski, dijo que, si bien la interpretación de Ezekiel Sims en la película era el mismo personaje que él cocreó, creía que combinaba elementos del personaje Morlun, otro villano de Spider-Man que cocreó en los cómics y que está asociado con el multiverso y Spider-Verse. Emily Garbutt, de Total Film, señaló que el tráiler mostraba que la versión de Ezekiel de la película podía ver el futuro, en comparación con la versión de los cómics, que es un rico hombre de negocios que obtuvo poderes similares a los del personaje Spider-Man a través de un ritual, y señaló que Morlun podía drenar la fuerza vital de los demás a través del contacto físico.
Una línea de diálogo del tráiler entregada por Johnson, que dice "él estaba en el Amazonas con mi mamá cuando ella estaba investigando las arañas justo antes de morir", recibió burlas particulares de los comentaristas, con varios memes incorporando la línea en otras citas de películas. La línea no se incluyó en el montaje final de la película. Antes del estreno de la película, Sony cambió los anuncios de televisión para centrarse en el tono de suspenso de la película en lugar de las conexiones con la franquicia Spider-Man. El estudio gastó $60 millones de dólares en la promoción de la película y el 75% de la campaña se gastó en anuncios en las redes sociales.

## Estreno

### En cines
Madame Web tuvo su «premiere» en el Regency Village Theatre en Westwood, Los Angeles el 12 de febrero de 2024, y se estrenó en cines en los Estados Unidos el 14 de febrero de 2024, en IMAX, 4DX, y ScreenX. Anteriormente estaba prevista para el 7 de julio de 2023, 6 de octubre de 2023, y luego el 16 de febrero de 2024. Esta fue la primera película en utilizar el nuevo logotipo de Columbia Pictures que conmemora el centenario del estudio, con una versión animada generada por computadora de la iconografía, "Dama con la antorcha".

### Medios domésticos
En diciembre de 2022, Sony firmó un acuerdo a largo plazo con el servicio de streaming con sede en Canadá, Crave para sus películas a partir de abril de 2023, siguiendo las ventanas de medios domésticos y teatrales de las películas. Crave firmó por los derechos de streaming de la ventana de "pago uno", que incluían Madame Web. Madame Web fue lanzada por Sony Pictures Home Entertainment en descarga digital, el 15 de marzo de 2024, y en Ultra HD Blu-ray y Blu-ray, el 30 de abril de 2024, con paquete «SteelBook» que muestra el traje usado por Webb de Johnson en la película. Madame Web estuvo disponible en streaming en Netflix en los Estados Unidos desde el 14 de mayo de 2024, como parte de un acuerdo realizado por Sony Pictures, Netflix y Disney en EE. UU.
En marzo de 2024, Madame Web debutó como el título número uno en la lista de VOD de Fandango después de su estreno en formato doméstico. También se ubicó en el puesto número 3 en la lista de iTunes. Ocupó el tercer lugar en la lista VOD de Fandango durante la semana que finalizó el 31 de marzo. Nielsen Media Research, que registra la audiencia en streaming en las pantallas de televisión de Estados Unidos, informó que Madame Web fue la película más vista en streaming en su debut durante la semana del 13 al 19 de mayo de 2024, con un total de 1,16 mil millones de minutos vistos. Según el sitio web de noticias para compartir archivos, TorrentFreak, Madame Web fue la segunda película pirateada más vista durante la semana que finalizó el 25 de marzo de 2024 y se mantuvo entre las diez primeras desde el 1 al 15 de abril.

## Recepción

### Taquilla
Madame Web fue un fracaso en taquilla, y es considerada por los analistas como un fracaso de taquilla. La película recaudó $43.8 millones de dólares en Estados Unidos y Canadá, y $56.6 millones de dólares en otros territorios, para un total mundial de 100,4 millones de dólares.
En Estados Unidos y Canadá, Madame Web se estrenó junto con Bob Marley: One Love, y se proyectaba que recaudaría entre 20 y 25 millones de dólares en 4.013 salas durante su período de estreno de seis días. En los días previos a su estreno, las cadenas de cines notaron que una gran cantidad de entradas reservadas fueron canceladas tras la revelación de las malas críticas. La película recaudó 6 millones de dólares en su primer día, 2,2 millones de dólares en el segundo y 4,3 millones de dólares en el tercero. Continuó tener una apertura de seis días de $25,8 millones (incluidos $15,1 millones en su fin de semana tradicional), terminando segundo detrás de One Love; las proyecciones IMAX representaron 3,1 millones de dólares del total. En su segundo fin de semana, la película recaudó 6 millones de dólares (una caída del 61%), terminando en cuarto lugar.

### Respuesta crítica
Madame Web recibió críticas negativas de los críticos, quienes la criticaron como un "desastre vergonzoso", y la "peor película de cómics" hasta el momento. Algunos críticos compararon la película con Morbius, ya que ambas películas se convirtieron en "meme forraje satírico" y recibieron atención de los medios, mientras que Madame Web había sido considerada por algunos comentaristas como un "futuro clásico de culto" y un "clásico del «camp»". El sitio web de agregación de reseñas Rotten Tomatoes informó un índice de aprobación del 11% de las críticas de 266 críticos son positivas, con una nota media de 3,4/10. El consenso del sitio web dice: "El enfoque serio de Madame Web sobre la historia del origen del personaje principal tiene cierto atractivo, pero su trama predecible y su ejecución desigual la convierten en una aventura de superhéroes olvidable". Metacritic que utiliza un promedio ponderado, asignó a la película una puntuación de 26 sobre 100, basada en 51 críticas, lo que indica críticas "generalmente desfavorables". El público encuestado por CinemaScore le dio a la película una calificación promedio de "C+" en una escala de A+ a F, mientras que aquellos en PostTrak le dieron una puntuación positiva general del 54%.
Lovia Gyarkye de The Hollywood Reporter Creyó que la película no cumplió con sus expectativas más bajas y la calificó de "falta de aire" y "forzada". Criticó su guion por considerarlo "mecánico", así como por la dependencia de la exposición "que obliga a las personas a explicarse" mientras opera según la "necesidad de saber" para la audiencia. Peter Travers de ABC News nombró la película lo peor del Universo Spider-Man de Sony, llamándolo "espantoso" e "insuperable en el oscuro arte de aburrirte hasta dejarte sin aliento". Manohla Dargis de The New York Times criticó la historia y el diálogo de la película, que calificó de absurdos y "risibles". Ella sintió que las secuencias de pelea eran "poco inspiradas", aunque notó que Johnson parecía estar "totalmente indiferente a las tonterías que giraban a su alrededor". Benjamin Lee, Kevin Maher de The Times y Robbie Collin de The Daily Telegraph cada uno le dio a la película una de cinco estrellas. Lee sintió que era "tonta y tonta" y comparable a algunas de las peores películas de superhéroes realizadas, reiterando las críticas al diálogo como "poco divertido" y "poco elegante" y dijo que las secuencias de acción eran "poco atractivas". También comparó negativamente los efectos visuales con los de una "pésima cadena de televisión". Maher consideró la película como "una auténtica atrocidad alucinante" y declaró que representaba la "muerte del género de superhéroes, la quema del género de superhéroes hasta los cimientos y luego el regreso en medio de la noche para orinar sobre las cenizas del género de superhéroes". Asimismo, Collin describió la película como una "explosión de dos horas en una fábrica de aburrimiento, en la que las fuerzas del aburrimiento y la estupidez se combinan de maneras nuevas e infinitamente perturbadoras".
En una crítica negativa para Variety, Peter Debruge criticó la trama de Cassie "cuidando a las tres jóvenes" durante la mayor parte de la película y destacó los "asentimientos nada astutos al consumismo del año 2003" con el emplazamiento publicitario de una marca antigua Pepsi, un anuncio clásico de Calvin Klein, y un baile de mesa y escena de pelea interpretado con la canción «Toxic» de Britney Spears. Concluyó que Madame Web se sintió como un "comercial de refresco extendido" combinado con un "avance de aún más derivados", y consideró que la franquicia potencial de la película estaba muerta al llegar. Por el contrario, Sam Adams de Slate dijo que "la disfrutó muchísimo" por ser una "parodia", un "desastre" y una "plaga en la historia de los superhéroes y el propio cine". La describió como "marginalmente competente en el mejor de los casos" y en el peor, como "un incoherente poblada por estrellas de cine de barrios marginales que hacen pocos esfuerzos por disfrazar la incipiente comprensión de que han cometido un terrible error." Michael O'Sullivan de The Washington Post le dio dos y media estrellas de cuatro, diciendo que "no es un éxito de taquilla, pero a su manera tranquila, logra derribar algunas barreras", mientras que Charles Pulliam-Moore de The Verge consideró que la película era "sorprendentemente decidida a transportarte al año 2003, una época dorada para las películas basadas en cómics que eran agresivamente intermedias o peores".

### Otras respuestas
La película fue recibida con especial burla por el diálogo de su tráiler que no se incluyó en la película final, con John Mulaney haciendo referencia a la línea mientras presentaba en los 96.ª edición de los Premios Óscar poco después del estreno de la película, mientras Sweeney se burlaba de la actuación de la película en su monólogo de apertura para la temporada 49 de Saturday Night Live (2024). El cineasta Mike Flanagan hizo referencia al comercial de Nicole Kidman para AMC Theatres, que recibió atención mediática similar, en su reseña de la película en Letterboxd y usó tags criticando elementos de la película como el reemplazo de diálogo automatizado (ADR) utilizado para el personaje de Rahim. Iman Vellani, la protagonista de Ms. Marvel, también le dio a la película una calificación de media estrella en Letterboxd, al mismo tiempo que le dio un corazón.
Johnson no se sorprendió por la recepción de la película, mientras que Roberts defendió la película y atribuyó su recepción negativa y su pobre desempeño en taquilla a la cultura de Internet y las bromas que la rodeaban. De manera similar, el director ejecutivo de Sony Pictures, Tony Vinciquerra, culpó a los críticos por el fracaso de taquilla de Madame Web, insistiendo en que las altas vistas en Netflix demostraban que la película había sido maltratada. Por el contrario, Merced abrazó la recepción de la película con los diversos memes que la rodeaban y por su disfrute de otras películas exageradas, como The Room (2003), Flubber (1997) y Catwoman (2004), y dijo que estaba "un poco orgullosa de ello" por eso. También se solidarizó con los miembros del equipo involucrados en la producción que pueden haber sido afectados negativamente por su recepción y desempeño, y Di Bonaventura describió la recepción de la película como "un hacha en la cabeza" y una "experiencia más dura", no queriendo experimentar la "brutalidad del fracaso" nuevamente al comparar el bajo desempeño de taquilla de la película con su alta audiencia en Netflix.

### Reconocimientos
| Premio / Festival       | Fecha de la ceremonia | Categoría              | Receptor(es)                                                   | Resultado | Ref     |
| ----------------------- | --------------------- | ---------------------- | -------------------------------------------------------------- | --------- | ------- |
| Golden Raspberry Awards | 1 de marzo de 2025    | Peor Película          | S.J. Clarkson y Lorenzo di Bonaventura                         | Pendiente | [ 131 ] |
| Golden Raspberry Awards | 1 de marzo de 2025    | Peor Director          | S.J. Clarkson                                                  | Pendiente | [ 131 ] |
| Golden Raspberry Awards | 1 de marzo de 2025    | Peor Actriz            | Dakota Johnson                                                 | Pendiente | [ 131 ] |
| Golden Raspberry Awards | 1 de marzo de 2025    | Peor Actor de Reparto  | Tahar Rahim                                                    | Pendiente | [ 131 ] |
| Golden Raspberry Awards | 1 de marzo de 2025    | Peor Actriz de Reparto | Emma Roberts                                                   | Pendiente | [ 131 ] |
| Golden Raspberry Awards | 1 de marzo de 2025    | Worst Screenplay       | Matt Sazama, Burk Sharpless, Claire Parker, and S. J. Clarkson | Pendiente | [ 131 ] |

## Futuro
Según se informa, Sony había planeado que Madame Web fuera la primera película de una posible nueva franquicia, pero tras la baja taquilla del fin de semana de estreno y mala recepción, se informó que estos planes fueron abandonados. The Hollywood Reporter afirmó que, si bien Sony estaba dispuesta a correr riesgos con sus películas de superhéroes (con Madame Web evitando los típicos tropos del género de superhéroes), el estudio también quería "jonrones", y los ejecutivos de Sony dijeron que estar de un humor "sombrío" después del mal desempeño de la película. El informe señaló que el género de superhéroes había estado en un período de transición y que la recepción futura de su franquicia podría cambiar dependiendo de si la próxima película del SSU que estaba programada para estrenarse, Kraven the Hunter, tuvieron éxito. En marzo de 2024, Johnson dijo que era poco probable que hiciera otra película de superhéroes después de Madame Web, creyendo que no "tenía sentido en ese mundo", mientras que Di Bonaventura dijo en julio que no estaba seguro de si los personajes de la película volverían al SSU nuevamente después del pobre desempeño de la película. En diciembre de 2024, se informó que Kraven the Hunter sería la última película del Universo Spider-Man de Sony, poniendo fin a cualquier posibilidad de una secuela.